# Distretto di Landerneau
Il distretto di Landerneau era una divisione territoriale francese del dipartimento di Finistère istituita nel 1790 e soppressa nel 1795.
Era formato dai cantoni di Landerneau, le Faou, Hanvec, Irvillac, Landivisiau, Ploudiry, Plougastel e Sizun.